# Bezirksklasse Magdeburg-Anhalt 1939/40

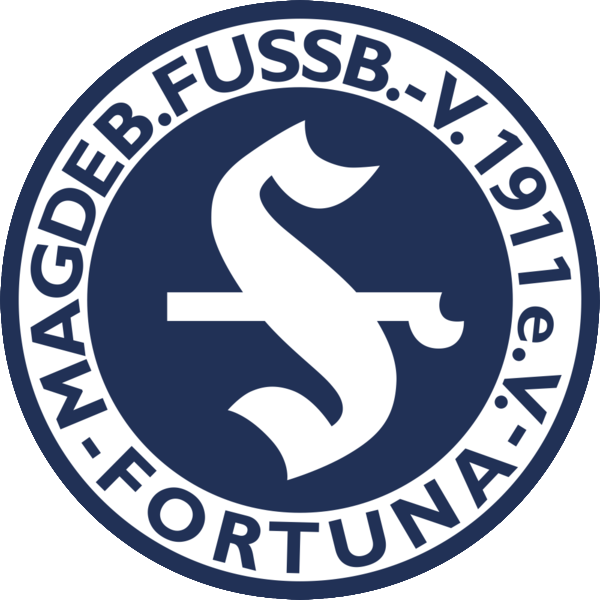
FV Fortuna Magdeburg: 2. Bezirksmeister-Titel, aber kein Aufstieg 1940

Die Bezirksklasse Magdeburg-Anhalt 1939/40 war die 7. Spielzeit der seit 1933 als Unterbau zur Gauliga Mitte fungierenden zweitklassigen Bezirksklasse Magdeburg-Anhalt. Das erste Spieljahr, welches unter den Bedingungen des Zweiten Weltkriegs zu absolvieren war. Neben den Abmeldungen der zwei Harz-Vereine waren auch die beiden Altmark-Vereine aus Stendal und Tangermünde zugegen. Es war ihnen allen nun nicht mehr möglich den Anforderungen, die ein geordneter Spielbetrieb stellte, gerecht zu werden. Damit verlor die Klasse insgesamt fünf Mannschaften ohne vorherige sportliche Disqualifikation.
Der erste Spieltag war für den 10. Dezember 1939 terminiert. Es wurden 14 Spieltage mit je drei Spielen ausgetragen, sodass ein Verein immer spielfrei hatte. Durch den Abstieg der Magdeburger Fortunen, blieben noch sieben Vereine, die spielberechtigt und spielwillig waren. Letztendlich setzte sich der Favorit mit lediglich vier Punktverlusten durch und peilte damit den sofortigen Wiederaufstieg in die Gauliga an, der jedoch abermals misslang. Die SpVgg Zeitz sowie der SC Apolda konnten sich in der Aufstiegsrunde durchsetzen. Einen unerwarteten dritten Platz in der Staffel belegte der Aufsteiger VfB Groß-Ottersleben. Die MD-Randstädter erspielten sich am Ende der Spielzeit ein positives Punktekonto, womit im Vorfeld die wenigstens gerechnet haben. Den Weg in die neue 2. Klasse mussten Aufsteiger SV Bernburg 07 und etwas überraschend auch der letztjährige Bezirksmeister FC Preußen 02 Burg antreten. Einen schnellen und sofortigen Wiederaufstieg schaffte hingegen der VfL Viktoria-Neustadt 1860. Mit dem SC 1910 Oschersleben gelang zudem einem Klassen-Neuling der unvorhergesehene Aufstieg in die 1. Klasse. Da die Anzahl der Vereine zur kommenden Saison wieder auf acht erhöht wurde, durfte auch der Drittplatzierte der Runde mit hoch. Dem Dessauer SV 98 gelang dabei sogar nach sieben langen Jahren wieder die Rückkehr in die Klasse.

## Abschlusstabelle
Tabellen, Zahlen & Resultate – sind aus den im Unterpunkt Quellen notierten Zeitungen entnommen.
Gespielte Spiele: 42 / Erzielte Tore: 224

(7. Spielzeit,  (1.Kriegsmeisterschaft) - Saison-Beginn: 10.12.1939)
| Pl. | Verein                   | Sp. | Tore  | Quote | Punkte |
| --- | ------------------------ | --- | ----- | ----- | ------ |
| 1.  | FV Fortuna Magdeburg (A) | 12  | 43:18 | 2,38  | 20:04  |
| 2.  | SV 09 Staßfurt           | 12  | 50:32 | 1,56  | 14:10  |
| 3.  | VfB Groß-Ottersleben (N) | 12  | 24:32 | 0,75  | 13:11  |
| 4.  | SV Wacker Bernburg       | 12  | 32:29 | 1,10  | 12:12  |
| 5.  | MSC Preußen 99           | 12  | 28:25 | 1,12  | 10:14  |
| 6.  | SV 07 Bernburg (N)       | 12  | 28:39 | 0,71  | 08:16  |
| 7.  | FC Preußen 02 Burg (M)   | 12  | 19:49 | 0,38  | 07:17  |

| (M) | Titelverteidiger des Vorjahres     |
| (A) | Absteiger aus der Gauliga Mitte    |
| (N) | Aufsteiger aus den 1. Kreisklassen |

(bei Punktgleichheit entschied in allen Klassen und Runden jeweils der Torquotient über die Tabellen-Platzierung)

## Aufstiegsrunde
In der Aufstiegsrunde spielten die vier Gewinner der einzelnen 1. Kreisklassen um die beiden Aufstiegsplätze zur Bezirksklasse Magdeburg-Anhalt 1940/41. 
  Der Altmark-Kreisvertreter SG Bornsen verzichtete auf die vorgesehene Teilnahme. Daher nahmen in dieser Spielzeit nur drei Vereine an der Relegation teil.
Gespielte Spiele:   6 / Erzielte Tore: 24 /  Ausspielung: 14.07. – 11.08.1940
| Pl. | Verein                                                    | Sp. | Tore | Quote | Punkte |
| --- | --------------------------------------------------------- | --- | ---- | ----- | ------ |
| 1.  | VfL Viktoria-Neustadt 1860 (Sieger Kreisklasse Magdeburg) | 4   | 9:7  | 1,28  | 5:3    |
| 2.  | SC 1910 Oschersleben (Sieger Kreisklasse Harz)            | 4   | 9:8  | 1,12  | 5:3    |
| 3.  | Dessauer SV 98 (Sieger Kreisklasse Anhalt)                | 4   | 6:9  | 0,66  | 2:6    |

SC Oschersleben – erstmals zweitklassig

- [ Alle 3 Aufstiegsrunden-Relegations-Teilnehmer stiegen in die 1. Klasse 1940/41 auf, da man die Staffel um einen Verein aufstockte.]